# Cratere Nakusp
Nakusp  è un cratere sulla superficie di Marte.